# 工人物语7：王国之路
《工人物语7：王国之路》是一款即时策略城市建造游戏，由Blue Byte Software开发，育碧软件发行，是工人物语系列的第七部作品。该游戏于2010年5月23日上市，有Microsoft Windows和Mac OS X的版本。

## 游戏元素
《王国之路》的游戏内容与同系列的前作类似。玩家可选择战役游戏、小规模战斗游戏、排名游戏或多人连线。玩家取胜有三种途径：科技、军事或贸易。军事模式中，玩家发展王国的军队以征服敌人。科技模式中，玩家需要研究科技升级。贸易模式里，玩家主要抓经济，且应当控制地图上最好的贸易线路。不管哪种模式，玩家均需在游戏过程中收集胜利点。
该游戏中的AI比前作有了很大提升，共有12种AI模型，每种都有其独特的行为方式。另外还有多人连线模式，允许不同玩家进行竞争或合作，还允许裁判。玩家还可以定制和分享内容。

## 音乐
游戏主题曲《Hero Within》和《Ever After》由英国音乐人Kariina Gretere作曲及演奏。